# Chiesa evangelica battista di via del Teatro Valle
La chiesa evangelica battista di via del Teatro Valle è il primo edificio costruito a Roma per il culto evangelico. Essa è impreziosita dagli affreschi in stile liberty dell'artista Paolo Paschetto, anch'egli membro della chiesa fino alla morte.
Nell'edificio si incontra ancora la comunità, membro dell'UCEBI (Unione cristiana evangelica battista d'Italia).

## Storia
Dopo la presa di porta Pia nel 1870, il  Foreign Mission Board della  Southern Baptist Convention aveva inviato come missionario per l'Italia  William Nelson Cote, che nel 1871 era riuscito ad aprire una chiesa battista regolare in via della Croce n. 39; ma, come per tutti i movimenti missionari evangelici presenti a Roma in quegli anni, anche i battisti trovarono difficoltà a trovare una sede stabile per la loro comunità.
La diffidenza e l'ostilità dei proprietari dei locali costrinsero più di una volta la nascente comunità battista a spostarsi da un luogo all'altro della città. Sotto la guida di Georg Boardman Taylor, nel 1874 il movimento riuscì ad aprire una sala grande nell'ex caffè Cesano, in piazza Montecitorio 17, e qui iniziò la raccolta di fondi per l'acquisto di un proprio edificio.
Nel 1878 il  Foreign Mission Board acquistò, con fondi raccolti tra le comunità battiste statunitensi, un edificio nel rione Sant'Eustachio, in un'area confinante con il teatro Valle. La chiesa fu inaugurata con un culto solenne la domenica 2 novembre 1878.

## L'area
La zona dove sorge la chiesa battista, una volta depressione della pianura del campo Marzio, era stata un'area di grande interesse fin dall'epoca romana. Molte e importanti sono le rilevanze archeologiche che la caratterizzano e lo stesso sistema viario attuale, con un orientamento nord-sud, risente dell'antico tessuto urbano. Questa zona era originariamente uno spazio verde con giardini e cortili, aree di servizio degli importanti edifici circostanti: era infatti delimitata a ovest dallo stadio di Domiziano (piazza Navona), a nord dalle Terme Neroniane (tra piazza della Rotonda e corso Rinascimento), a est dal Pantheon e dalle terme di Agrippa (localizzate a nord di largo Argentina, tra corso Vittorio Emanuele e via santa Chiara) e caratterizzato da uno “Stagnum”, un grande lago artificiale, realizzato da Agrippa deviando le acque provenienti dai colli Pincio e Quirinale.
Nel Medioevo la depressione del terreno, occupata originariamente dallo stagno di Agrippa, assunse il nome di Valle, costituendo un toponimo di riferimento per il Teatro, per la basilica di Sant'Andrea della Valle e per la famiglia della Valle, proprietaria di questi terreni.
Tra Medioevo e Rinascimento quest'area, inclusa nel rione VIII, che prende il nome dalla vicina basilica di Sant'Eustachio, fu il centro di attività commerciali e artigiane, la cui memoria resta nei toponimi delle strade che la costeggiano (via dei Chiavari, dei Baullari, dei Canestrai, dei Sediari, ecc.).
I locali acquistati dalla missione battista facevano parte, insieme al teatro Valle e al palazzo Capranica alla Valle (realizzato nel 1530), di un unico complesso: una proprietà ereditata dalla famiglia Capranica, che aveva al suo centro il teatro e che si estendeva da piazza Sant'Andrea della Valle fino a piazza Sant'Eustachio . Probabilmente questi ambienti erano in origine aree di servizio del palazzo, forse stalle o rimesse per le carrozze . Sappiamo però che, agli inizi dell'Ottocento, una parte di questa proprietà, quella includente l'area dove è sorta la chiesa battista, fu venduta alla famiglia Lante, che probabilmente la cedette al pastore Taylor .
Nel 1905 nello stesso edificio, al primo e al secondo piano, fu stabilita una scuola teologica. “I missionari stranieri che lavoravano da molti anni in Italia, ritenevano che fosse giunto il momento di formare un corpo pastorale e un gruppo dirigente italiano che garantissero la completa autonomia dalle missioni estere, nella convinzione che il movimento battista sarebbe divenuto prettamente italiano e sostenuto da mezzi italiani” .

## Struttura
La chiesa presenta una facciata a timpano suddivisa in due ordini. L'inferiore, in cui si aprono il portone a timpano triangolare e due finestre centinate, è suddiviso in tre parti da paraste di stile tuscanico. L'ordine superiore è caratterizzato da tre finestre centinate, sormontate da una trabeazione continua.
L'interno è costituito da una sala rettangolare absidata, coperta da volta a botte. Sopra l'ingresso è un piccolo coro. 
L'abside semicircolare è incorniciata da un arco decorato con motivi floreali a rilievo; nella calotta absidale è dipinta al centro una semplice croce. 
La vasca battesimale, fulcro liturgico della chiesa, è incastonata nel pavimento davanti all'abside. 
Sulla parete laterale di destra, due bifore rappresentano le uniche fonti di luce.

## Decorazioni
La decorazione interna di questo edificio come nel caso della chiesa battista di piazza San Lorenzo in Lucina fu affidata nel 1911 a Paolo Paschetto 
L'autore si ispirò liberamente all'arte paleocristiana. La caratteristica principale di quest'arte cristiana primitiva era l'uso del simbolo, alla cui sobrietà era affidato il compito di esprimere non tanto delle definizioni teologiche, quanto il ricco contenuto della fede cristiana vissuta. 
Paschetto  realizzò sulle pareti laterali tre false finestre (tre per lato) con simboli cristiani: il giglio, l'alfa e omega, il roveto ardente, il pavone, la vite, un altare con il pane e il vino, chiaro riferimento all'Eucaristia, e tradusse questi simboli in predicazione, promuovendo l'arte (come nel caso successivo della chiesa di piazza Cavour) come strumento della diffusione della parola di Dio. Una fascia con le parole del Padre nostro percorre il perimetro dell'aula.